# Thu Thủy (phường)
Thu Thủy là một phường thuộc thành phố Vinh, tỉnh Nghệ An, Việt Nam.

## Địa lý
Phường Thu Thủy có vị trí địa lý: 
- Phía đông giáp biển Đông
- Phía tây giáp phường Nghi Thu và huyện Nghi Lộc
- Phía nam giáp phường Nghi Thu
- Phía bắc giáp phường Nghi Thủy.

Phường Thu Thủy có diện tích 1,04 km², dân số năm 1999 là 4.384 người, mật độ dân số đạt 4.215 người/km².

## Lịch sử
Trước đây, phường Thu Thủy là một phần thuộc thị trấn Cửa Lò cũ của huyện Nghi Lộc.
Ngày 29 tháng 8 năm 1994, Chính phủ ban hành Nghị định 113-CP năm 1994 về việc thành lập thị xã Cửa Lò thuộc tỉnh Nghệ An. Theo đó, thành lập phường Thu Thủy trên cơ sở phần còn lại của thị trấn Cửa Lò gồm 98 hécta diện tích tự nhiên với nhân khẩu 5.200.